# Gorkamorka
Gorkamorka ist ein Tabletop-Spiel, entwickelt von Games Workshop. Nachdem Games Workshop die Weiterentwicklung Gorkamorkas eingestellt hatte, wurde es nicht, wie zum Beispiel das vergleichbare Necromunda, von Fanatic weitergeführt oder in die Spezialistensysteme-Reihe aufgenommen. Die Regeln des Grundspieles (englisch) können allerdings auf der Webseite von Games Workshop kostenlos heruntergeladen werden.
Produziert wurde Gorkamorka 1997 von Games Workshop und entworfen von Andy Chambers und Gavin Thorpe mit Hilfe von Rick Priestley und Andy Kettlewell.

## Die Hintergrund-Story
Gorkamorka erschien in England und den USA als zweites Tabletopspiel in der Warhammer 40,000 Skirmish-Reihe nach Necromunda. In Deutschland startete der Verkauf von Gorkamorka jedoch rund ein halbes Jahr vor dem Necromundas. Das Spiel selbst ist eine Art Kampagne im Warhammer 40,000 Universum. Ein Space Hulk voller Orks stürzte auf eine weit abgelegene Welt und nun versuchen diese ein neues Raumschiff namens Gorkamorka zu bauen, welches sie wieder in das Weltall bringen soll, um ihrem „Ork-Waaagh!“ zu folgen.
Hauptsächlich geht es in diesem Spiel um rivalisierende Orks, die mit Kettas und Pikk-Ups durch eine Wüstenwelt fahren und mit Low-Tech Waffen ausgestattet werden können. In speziellen Szenarien müssen die Orks Forts verteidigen, Gefangene austauschen und ihren gesammelten Schrott in Mektown an die Mekboyz verkaufen. Die Welt birgt zahlreiche Mysterien und unerklärliche Gegenden, welche im Erweiterungsset Wüstenwühlaz ausgeführt werden. Die einzelnen Gefechte verlaufen mit weniger Miniaturen als bei Warhammer 40,000. Die Zahl beschränkt sich auf unter 20.

## Inhalt der Gorkamorka-Grundbox
Die damals zum Preis von 149,- DM erhältliche Box enthielt einige Modelle und Utensilien:
- ein 64-seitiges Regelbuch (Da Regelz)
- ein 112-seitiges Hintergrundbuch (Anerez Buch)
- ein Heft zur Einstiegshilfe (Liez daz zuerst)
- zwei Plastik Kettas
- zwei Plastik Pikk Ups
- zwölf Plastik Orkboys
- Panzersperren, Fässer und Fort sowie Bohrturm/Minenschacht (aus Plastik und Pappe)
- zwei Schadenstabellen mit kurz zusammengefassten Regeln (aus Pappe)
- zehn Würfel (6 sechs-seitige, 2 Schnellfeuerwürfel, 1 Abweichungswürfel, 1 Artilleriewürfel)
- zwei Zollstäbe (18 Zoll lang)
- zwei Drehkrempelz für Fahrzeuge (aus Pappe)
- zehn Versteckenmarken und zehn Sprintenmarken (aus Pappe)
- sechs Schrottmarken (aus Pappe)
- eine Gitbrennaschablone und eine Stikkbombschablone (aus Pappe)
- eine Tube Plastikkleber.

Als Besonderheit weist Gorkamorka die früher neuartigen footballförmigen Bases auf, um die Orks platzsparend auf den Fahrzeugen verstauen zu können.

## Die Spielphasen
Ein Spielzug besteht aus drei Phasen: Bewegung, Schießen und Nahkampf. Die Spielzüge gehen reihum, bis das Ziel des Szenarios erfüllt ist oder alle Mobz bis auf einen geflohen sind.

## Die Mobz
Die folgenden Mobz sind im Gorkamorkaregelwerk beschrieben:
- Gorka Orks
- Morka Orks

Hinzu kamen drei weitere Mobtypen im Wüstenwühlazregelwerk:
- Grotrebellen
- Wüstenwühlaz
- Mutiebanditen

## Die Erweiterungen
Als Ergänzung zu Gorkamorka kam später die Box Wüstenwühlaz heraus. Sie enthielt:
- ein 96-seitiges Buch voller Zusatzregeln und Hintergrund
- vier Mutiezelte (aus Pappe)
- eine Pulsaschablone (aus Pappe)
- eine abgestürztes Raumschiff (aus Pappe)
- zehn Versteckte Aufstellung-Spielmarken (aus Pappe)

Eingeführt wurden mit der Box die Grotrebellen, Wüstenwühlaz, Mutiebanditen und einige Charaktermodelle. Zudem erschienen einige White Dwarf Magazine sowie das englischsprachige Sonderheft Gubbinz (zu deutsch: Krempel; es gab nur eine Ausgabe) mit mehreren Szenarios und optionalen Regeln.